# خوش‌خبر (ایغدیر)
خوش‌خبر (به ترکی استانبولی: Hoşhaber) یک منطقهٔ مسکونی در ترکیه است که در ناحیه سورمالو واقع شده‌است. خوش‌خبر ۲٬۶۹۲ نفر جمعیت دارد و ۸۷۰ متر بالاتر از سطح دریا واقع شده‌است.